# Knooppunt Poznań-West
Het knooppunt Poznań-West (Pools: Węzeł Poznań-Zachód) is een knooppunt ten zuidwesten van de Poolse stad Poznań.
Op dit dubbel-trompetknooppunt sluit de S11 vanuit Koszalin en de S5 vanuit Wrocław aan op de A2 Duitse grens-Łódź en de  elkaar.
De S5 en S11 lopen vanaf dit knooppunt samen met de A2 richting het oosten.

## Geschiedenis
De A2 is op deze plaats geopend op 27 oktober 2004. Op 3 juni 2012 volgde de S11, waardoor het een volwaardig knooppunt werd.
| Aansluitende wegen                        | Aansluitende wegen                           | Aansluitende wegen | Aansluitende wegen | Aansluitende wegen |
| ----------------------------------------- | -------------------------------------------- | ------------------ | ------------------ | ------------------ |
|                                           |                                              |                    |                    | richting Koszalin  |
|                                           |                                              |                    |                    |                    |
| richting Berlin (D) / Gorzów Wielkopolski | richting Poznań, Łódź / Bydgoszcz / Katowice |                    |                    |                    |
|                                           |                                              |                    |                    |                    |
| richting Wrocław                          |                                              |                    |                    |                    |